# 弗朗西斯科·利马尔多
弗朗西斯科·阿尔韦托·利马尔多·加斯孔（西班牙語：Francisco Alberto Limardo Gascón，1987年3月27日—）生于玻利瓦尔城，是一名委内瑞拉男子击剑运动员，主攻重剑。他的哥哥鲁文和弟弟赫苏斯都是击剑运动员。叔父Ruperto Gascon也是委内瑞拉国家队的教练。他曾在2014年获得玻利瓦州年度最佳运动员奖。